# Джансел Піментель
Джансел Мігель Піментель Гонсалес (ісп. Jancel Miguel Pimentel González; нар. 6 листопада 1992) — домініканський борець греко-римського стилю, дворазовий срібний та бронзовий призер Панамериканських чемпіонатів, бронзовий призер Центральноамериканського і Карибського чемпіонату, бронзовий призер Боліваріанських ігор.

## Життєпис
Боротьбою почав займатися з 2006 року.
Тренувався в Олімпійському центрі, Санто-Домінго. Тренер — Алесіс Кам'ює.

## Спортивні результати на міжнародних змаганнях

### Виступи на Чемпіонатах світу
| Змагання                        | Збірна                   | Вагова категорія                 | Місце |
| ------------------------------- | ------------------------ | -------------------------------- | ----- |
| Чемпіонат світу з боротьби 2017 | Домініканська Республіка | греко-римська боротьба, до 59 кг | 16    |

### Виступи на Панамериканських чемпіонатах
| Змагання                                   | Збірна                   | Вагова категорія                 | Місце  |
| ------------------------------------------ | ------------------------ | -------------------------------- | ------ |
| Панамериканський чемпіонат з боротьби 2017 | Домініканська Республіка | греко-римська боротьба, до 59 кг | Срібло |
| Панамериканський чемпіонат з боротьби 2018 | Домініканська Республіка | греко-римська боротьба, до 60 кг | Срібло |
| Панамериканський чемпіонат з боротьби 2020 | Домініканська Республіка | греко-римська боротьба, до 60 кг | Бронза |

### Виступи на Панамериканських іграх
| Змагання                  | Збірна                   | Вагова категорія                 | Місце |
| ------------------------- | ------------------------ | -------------------------------- | ----- |
| Панамериканські ігри 2019 | Домініканська Республіка | греко-римська боротьба, до 60 кг | 8     |

### Виступи на Центральноамериканських і Карибських іграх
| Змагання                                     | Збірна                   | Вагова категорія                 | Місце |
| -------------------------------------------- | ------------------------ | -------------------------------- | ----- |
| Центральноамериканські і Карибські ігри 2018 | Домініканська Республіка | греко-римська боротьба, до 60 кг | 4     |

### Виступи на Центральноамериканських і Карибських чемпіонатах
| Змагання                                                       | Збірна                   | Вагова категорія                 | Місце  |
| -------------------------------------------------------------- | ------------------------ | -------------------------------- | ------ |
| Центральноамериканський і Карибський чемпіонат з боротьби 2018 | Домініканська Республіка | греко-римська боротьба, до 60 кг | Бронза |

### Виступи на Боліваріанських іграх
| Змагання                 | Збірна                   | Вагова категорія                 | Місце  |
| ------------------------ | ------------------------ | -------------------------------- | ------ |
| Боліваріанські ігри 2017 | Домініканська Республіка | греко-римська боротьба, до 59 кг | Бронза |

### Виступи на інших змаганнях
| Змагання                                                     | Збірна                   | Вагова категорія                 | Місце  |
| ------------------------------------------------------------ | ------------------------ | -------------------------------- | ------ |
| Cerro Pelado International 2016                              | Домініканська Республіка | вільна боротьба, до 61 кг        | Золото |
| Кубок Гранми з боротьби 2016                                 | Домініканська Республіка | греко-римська боротьба, до 59 кг | Срібло |
| Золотий Гран-прі з боротьби 2016                             | Домініканська Республіка | греко-римська боротьба, до 59 кг | 13     |
| Кубок Гранми і Серро-Пеладо з боротьби 2020                  | Домініканська Республіка | греко-римська боротьба, до 60 кг | 5      |
| Олімпійський кваліфікаційний турнір з боротьби 2020 (Оттава) | Домініканська Республіка | греко-римська боротьба, до 60 кг | 10     |